# راشیال کوئیگلی
راشیال کوئیگلی (انگلیسی: Racheal Quigley؛ زادهٔ ۱۶ ژانویهٔ ۱۹۹۱) بازیکن فوتبال اهل استرالیا است.